# Yokai Watch: La pel·lícula
Yokai Watch: La pel·lícula (映画 妖怪ウォッチ 誕生の秘密だニャン!, Eiga Yōkai Wotchi Tanjō no Himitsu da Nyan!) és una pel·lícula d'anime d'aventures i de fantasia japonesa del 2014 dirigida per Shigeharu Takahashi i Shinji Ushiro com a part de la franquícia Yo-kai Watch. La pel·lícula es va estrenar el 20 de desembre de 2014 al Japó. La va seguir Yo-kai Watch: Enma Daiō to Itsutsu no Monogatari da Nyan!, estrenada el 19 de desembre de 2015.
S'ha doblat al català pel canal SX3, que va estrenar-la el 4 d'abril de 2023. Va ser seguida per 22.000 espectadors, cosa que va representar un 1,5% de quota de pantalla.

## Argument
El Yokai Watch ha desaparegut! Desesperats per recuperar-lo, en Nathan i els seus amics segueixen una pista que els conduirà a un lloc inesperat: el passat! Una nit, mentre en Nathan dorm, el seu Yokai Watch s'il·lumina de sobte i li desapareix del canell. I, per si no n'hi hagués prou, apareix un Yokai gat gegant anomenat Meganyan i li demana ajuda per salvar els seus amics perquè si no ho fa, "ells" s'apoderaran del món. Així, en Nathan viatja al poble de Velló, on viu la seva àvia, a la recerca de pistes que l'ajudin a aclarir la situació. Allí té l'oportunitat de conèixer el yokai Hovernyan, que sembla posseir la clau sobre la desaparició del Yokai Watch. Ha arribat el moment que en Nathan, en Whisper, en Jibanyan i en Hovernyan viatgin 60 anys en el passat per recuperar el valuós rellotge. Però qui és el temible enemic que els espera allà? I què s'ha convertit exactament el rellotge?

## Doblatge
| Personatge      | Japonès          | Català          |
| --------------- | ---------------- | --------------- |
| Nathan Adams    | Haruka Tomatsu   | Elena Rubio     |
| Jibanyan        | Etsuko Kozakura  | Maria Romeu     |
| Hovernyan       | Yuki Kaji        | Daniel Albiac   |
| Whisper         | Tomokazu Seki    | Xavier Castañer |
| Nathaniel Adams | Romi Park        | Àlex de Porrata |
| Dama Desgràcia  | Ainosuke Kataoke | Mayte Supervia  |
| Mestre Miauda   | Ken Shimura      | David Blanquer  |
| Lucy Adams      | Hisako Kyoda     | Eli Serra       |
| Àurea           | Vanilla Yamazaki | Ana Maria Camps |
| Argenta         | Mika Kanai       | Carme Ambrós    |
| Dudu            | Chie Sato        | Sonia Román     |
| Katie Forester  | Aya Endo         | Ana Maria Camps |
| Aaron Adams     | Toru Nara        | Àlex de Porrata |
| Lily Adams      | Ryoko Nagata     | Sonia Román     |

## Estrena

### Màrqueting
La pel·lícula es va anunciar el juliol de 2014 a la revista CoroCoro Comic. El primer tràiler va sortir a l'agost del mateix any i un altre tràiler a l'octubre. Al novembre se'n va anunciar una segona pel·lícula. Es va incloure una història vinculada a la pel·lícula al videojoc Yo-kai Watch 2: Shinuchi, que havia sortit el 13 de desembre a la venda. Un manga de la pel·lícula, il·lustrat per Noriyuki Konishi, va sortir el desembre, arribant al 30è lloc de la llista setmanal amb 32.561 còpies venudes la primera setmana, i venent-ne 261.145 còpies a la cinquena setmana.

### Kumamon
En algunes escenes de la pel·lícula es veu la famosa mascota, Kumamon. També va aparèixer a Yo-Kai Watch 2 en una escena en una missió per aconseguir el Harry Barry.

### Distribució
El Blu-ray i el DVD es van llançar el 8 de juliol de 2015, tots dos van assolir el primer lloc en el rànquing d'animació, amb 14.090 i 84.932 còpies venudes, respectivament. A la 13a setmana d'haver sortit a la venda, el DVD havia venut 128.810 còpies.

## Recepció

### Taquilla
La pel·lícula va establir un nou rècord per a Toho en venda anticipada d'entrades, amb 721.422 venudes el 26 d'octubre, arribant a les 840.000 a finals de novembre i més d'1 milió a mitjans de desembre.
La pel·lícula va ser la número u en el cap de setmana d'estrena, recaptant 1.629 milions de iens, un rècord per a una pel·lícula japonesa, que abans tenia El castell ambulant. La pel·lícula va recaptar en total 7.800 milions de iens a la taquilla japonesa, sent la pel·lícula nacional més taquillera del 2015.
La pel·lícula va recaptar un total de 99,5 milions de dòlars a tot el món.

### Crítiques
Mike Fahey de Kotaku va descriure la pel·lícula dient que mantenia l'humor que hi havia a la sèrie original, fins i tot en les seves apostes dramàtiques més altes. Al crític d'Anime News Network, James Beckett, li va agradar l'humor, però li van molestar els problemes de ritme. La va puntuar amb una qualificació de B. Rotten Tomatoes va donar a la pel·lícula un 80% amb una valoració mitjana de 6,6/10 basada en 5 crítiques fetes per crítics.